# Miramichi (circonscription provinciale)
Pour les articles homonymes, voir Miramichi (homonymie).
Circonscription électorale provinciale du Canada
Miramichi est une ancienne circonscription électorale provinciale du Nouveau-Brunswick représentée à l'Assemblée législative entre 2014 et 2024.

## Géographie
La circonscription comprend:
- Une partie de la ville de Miramichi, incluant les anciennes communautés de Newcastle et Chatham

En 2024, la circonscription est redistribuée dans Miramichi-Est et Baie-de-Miramichi—Neguac.

## Liste des députés
| Législature                                                                  | Années    | Député | Député          | Parti             |
| ---------------------------------------------------------------------------- | --------- | ------ | --------------- | ----------------- |
| Miramichi Circonscription issue de Miramichi-Centre et Miramichi-Baie-du-Vin |           |        |                 |                   |
| 58e                                                                          | 2014-2018 |        | Bill Fraser     | Libéral           |
| 59e                                                                          | 2018-2020 |        | Michelle Conroy | Alliance des gens |
| 60e                                                                          | 2020-2024 |        | Michelle Conroy | Alliance des gens |
| Dissoute dans Baie-de-Miramichi—Neguac et Miramichi-Est                      |           |        |                 |                   |